# Brikcha (kommun)
Brikcha (franska: Brikcha (CR), Brikcha (Commune Rurale), arabiska: ريصانة الشمالية) är en kommun i Marocko.   Den ligger i provinsen Ouezzane och regionen Tanger-Tétouan-Al Hoceïma, i den norra delen av landet, 150 km nordost om huvudstaden Rabat. Antalet invånare är 9 489.